# Funicolare del Tibidabo
La funicolare del Tibidabo è una funicolare di Barcellona che unisce la plaça del Doctor Andreu con il Tibidabo. Il tragitto è lungo 1130 metri e la stazione inferiore è collegata con la Tramvia Blau.
È il primo esempio di questo mezzo di trasporto realizzato in Spagna. Fu realizzata in poco più di un anno, con la collaborazione di Siemens, e venne inaugurata alle 15:00 del 29 ottobre 1901, per un costo totale di 697.000 pesetas.

## Galleria d'immagini

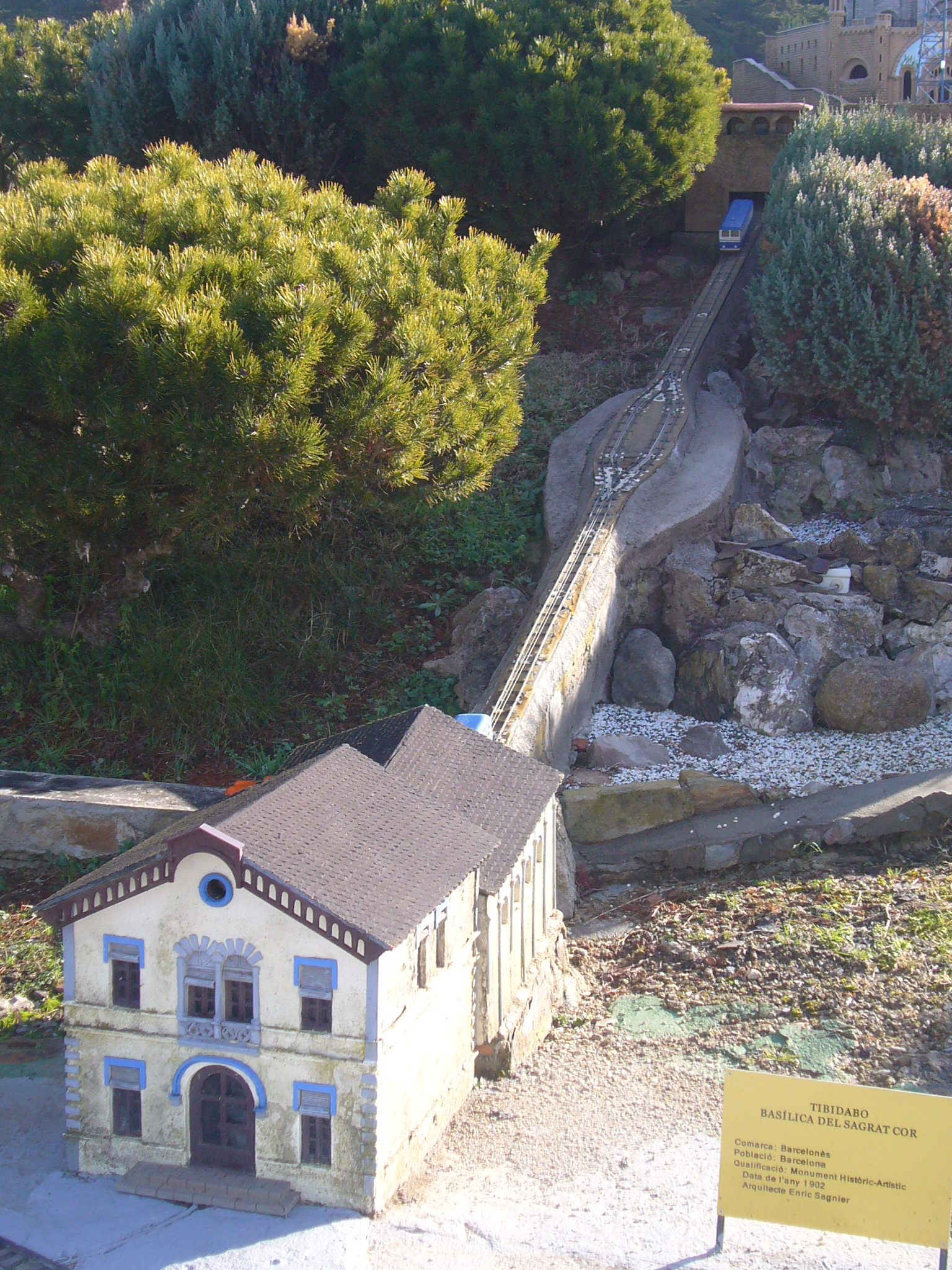
Modello della stazione inferiore a Catalunya en Miniatura
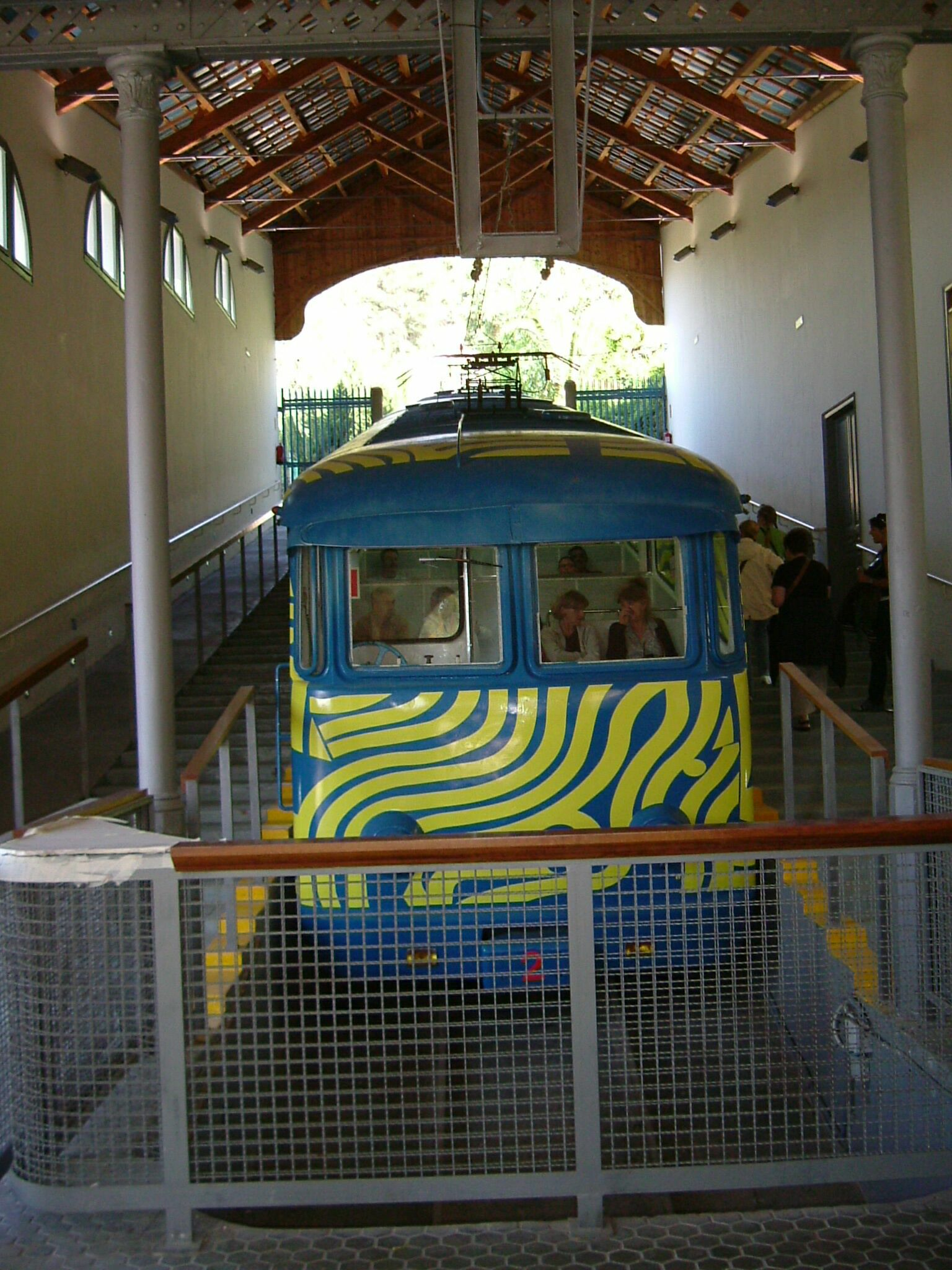
Uno dei vagoni della funicolare
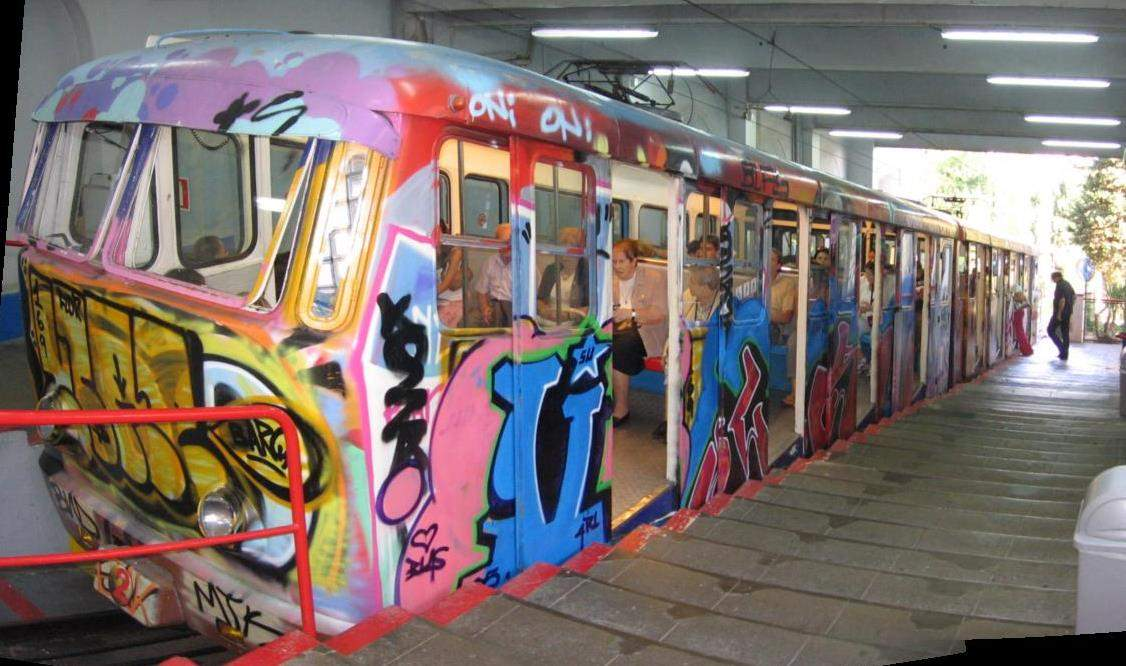
Vagone della funicolare ricoperto di graffiti